# Мала держава
Більшість міжнародної системи складається з невеликих держав. Хоча вплив малих держав у цій системі може бути меншим порівняно з великими, вони все ж можуть впливати на її функціонування разом з іншими країнами. Розділення на малі та великі держави формалізувалося після укладення Шомонського трактату в 1814 році. До цього часу вважалося, що всі незалежні країни теоретично були рівні, незалежно від їхньої фактичної потужності та відповідальності.
Згідно з оглядовим дослідженням 2017 року, можна висловити згоду з твердженням, що невеликі держави, як правило, віддають перевагу багатостороннім підходам як засобу впливу та стримування великих держав. Аналіз впливових малих країн свідчить про їхню здатність розвивати владу в конкретних справах для компенсації недостатньої сукупної структурної сили. Таким чином, малі держави можуть розвивати вплив, що не відповідає їхньому розміру, особливо в сфері найважливіших для них питань. Крім визначення пріоритетів, невеликі держави успішно використовують стратегії коаліцій, навіть якщо їхня адміністрація обмежена ресурсами порівняно з більшими партнерами. Неформальність, гнучкість і автономія їхніх дипломатів можуть виявитися вигідними під час переговорів та в інституційних умовах.

## Велика і мала сила
Практично всі дослідження в сфері міжнародних відносин фокусуються на політиці великих держав, тому ми не будемо розглядати її тут. Як відзначив Ласло Речеї, статус влади визначається здатністю до застосування насильства: "Якби поняття війни не існувало в міжнародних відносинах, тоді визначення "малої сили" втратило б своє значення; аналогічно внутрішньо національно житті цей термін не має сенсу, якщо порівнювати людину за її зростанням чи статурою в порівнянні з її співгромадянами".
Більшість досліджень малих держав, які складають основу традиції досліджень малих держав, були проведені в період розквіту неприєднання такими вченими, як Девід Вітал, Роберт Ротштейн, Моріс Іст та Роберт Кеохейн.
Закріплення тенденції до меншого інтересу до руху неприєднання в 1970-х роках взаємодіяло з поступовим відступанням від досліджень малих держав, що досягло свого піку в критичній рецензії Пітера Бера на дослідницьку традицію. У своїй оцінці, він ставив під сумнів малість як корисну основу для аналізу. Поняття малої влади вперше отримало серйозне визнання у дослідженні Девіда Мітрані щодо світового уряду (pax oecumenica) у 1933 році. Мітрані висловлював твердження, що міжнародне співтовариство складається лише з двох рівнів державної влади: великої та малої.
Асле Тодже вважає, що великі та малі держави розрізняються за моделями поведінки. Малі держави – це не зменшені великі держави чи великі мікродержави.
Алезіна та Сполаоре вказують, що переваги великих держав включають ряд аспектів, таких як менша економічна вразливість, вища військова потужність, доступність дешевших суспільних благ, більша адміністративна сила та велика дипломатична впливовість. Хоча малі країни можуть утворювати військові союзи, загалом розмір визначає ступінь військової потужності. Зрозуміло, що зовнішня політика малих держав формується таким чином, щоб подолати їхню обмежену можливість у цих сферах. Наприклад, щодо економічної сили, більші держави можуть здійснювати перерозподіл коштів з розвиваючихся регіонів у занепадаючі, що не є доступним для більшості малих держав і робить їх вразливими перед тимчасовою нестабільністю та коливаннями економіки. Алезіна та Сполаоре стверджують, що якщо б вигода відповідала лише розміру, то увесь світ став би однією країною. Вони вказують на кілька причин, які можуть призвести до збільшення кількості держав у міжнародній системі. По-перше, це може бути пов'язано з демократизацією, оскільки диктатори віддають перевагу співпраці з великими державами для отримання більшої ренти. Збільшення кількості демократій призводить до більшої кількості держав. Миролюбність також може бути фактором, оскільки малим державам легше залишатися стабільними в умовах миру. Важливою роллю відіграє вільна торгівля та міжнародна економічна інтеграція, оскільки це надає малим державам доступ до ринків, на яких вони залежать. Також важливі такі аспекти, як наявність міжнародних інституцій для координації політичної та економічної політики, а також розвинене міжнародне право та чіткі права власності.

## Визначення малих держав
Немає єдиного визначення малої держави. Тому їх визначали використовуючи різні підходи вивчення. Як зазначають Торхаллссон і Стейнссон, дефіцит ресурсів і можливостей, які визначають владу і вплив, є центральним у більшості критеріїв визначення малої держави. Найпоширенішим критерієм є визначення за розміром держави. Окрім чисельності населення та розмірів територій, також використовуються інші критерії, такі як економічний та військовий потенціал.
Навіть при тому, що найбільш загально вживаним критерієм для класифікації держав як малих є їхня чисельність населення, немає узгодженості щодо того, яку щільність населення повинні мати держави для визначення їх як малих чи середніх. Багато науковців розглядають країни з населенням менше 10 або 15 мільйонів як малі, хоча іноді країни з населенням до 30 мільйонів також розглядаються як малі. З іншого боку, деякі вважають, що розмір є відносною концепцією, де вплив великих держав визнається як набагато більший, а вплив середніх держав вважається помірно більшим, ніж вплив малих. Крім того, малі держави майже не мають можливостей впливати на міжнародну систему.
Зрозуміло, що характеристика "мала" не має однозначних параметрів і сильно залежить від контексту, як відзначає Лонг. Розмір держави є результатом впливу не одного, а кількох факторів, таких як чисельність населення, ВВП та військові потужності. Для досягнення об'єктивних висновків важливо враховувати якісні та кількісні підходи до аналізу та визначення малої держави. Важливо відзначити, що розмір і вплив можуть змінюватися з часом, як відзначає Віталь, і кожна держава має свої аспекти сили і слабкості.
В реалістичному підході до теорії малих держав виявляється, що обмежені повноваження маленьких держав переважно обумовлені їхньою фактичною відсутністю влади, що, звісно, не завжди відповідає дійсності. Наприклад, вони можуть мати значущий вплив у сфері міжнародної комунікації, як у політичному, так і соціальному контексті, що підкреслюється в дослідженні Чонга та Маасса (2010), яке визначає це як індикатор "зовнішньополітичної сили".
Наприклад, Thorhallsson пропонує комплексну структуру, що враховує численні фактори. В цьому контексті такі аспекти, як фіксований розмір (населення та територія), розмір суверенітету (рівень контролю держави над внутрішніми справами та кордонами та її міжнародне визнання), політичний розмір (військовий та адміністративний потенціал, внутрішня єдність та зовнішньополітичний консенсус), економічний розмір (ВВП, ринковий розмір та розвиток), перцептивний розмір (сприйняття держави внутрішніми та зовнішніми акторами) та розмір переваг (ідеї, амбіції та пріоритети вітчизняних еліт у відношенні до їхньої ролі в міжнародній системі) розглядаються як рівноправні, невраховуючи тільки один фактор.

## Розмір малих держав

### Оптимальний якісний розмір малої держави
На розмір малих держав впливає кілька змінних. Це, як правило, призводить до балансу між різноманітністю населення та перевагами більшої держави.
Різноманітність всередині населення виникає через різні потреби та переваги всередині населення. До них належать:
- Неекономічні фактори (культура, релігія, мова)
- Економічні фактори (моделі доходу та індустріалізації) [14]

Перевагою великих держав є наявність ширшого ринку та більш ефективна постачання суспільних благ. Крім того, держави можуть розвиватися, формуючи розширені внутрішні ринки, для внутрішнього засвоєння переваг вільної торгівлі. При здійсненні вільної торгівлі держави можуть залишатися меншими за розміром. Історично, періоди війни часто призводили до консолідації держави завдяки вартості та перевагам централізованої армії. Більші держави, як правило, асоціюються із міцнішими центральними урядами, в той час як процес демократизації сприяє виникненню менших держав.

### Рання історія малих держав Європи
Від 14-го до 17-го століття європейські міста-держави об'єднувалися навколо політичних та економічних питань, проявляючи багато характеристик, які є характерними для сучасних невеликих демократичних країн..
Процес індустріалізації та розширення міжрегіональної торгівлі сприяв регіональній консолідації. З підвищенням професіоналізації європейських армій та впровадження нововведень у військовій техніці зросли витрати на війни, що збільшувало переваги та потужність більших держав. В той час як імперії за межами Європи, такі як Китай, Османська імперія та Індія, виявляли тенденцію до розширення, платежів податків та підтримки еліти, історія свідчила, що часто розширення призводило до краху імперій, і існував оптимальний розмір для держав.
Ефективний розвиток сталої держави в Англії наприкінці 16-го та 17-го століть частково пояснюється внутрішнім географічним обмеженням країни, а не намаганням отримати нові території шляхом завоювання.

## Оцінка розміру держави
Для визначення того, що таке мала держава, потрібно враховувати різноманітні критерії. Існує безліч факторів, які можуть впливати на сприйняття розміру держави, і немає єдиного визначення, що відповідає на це питання. Незалежно від того, які критерії використовуються, немає однозначного методу групування держав світу через їхню різноманітність. Наприклад, навіть використання таких простих і часто використовуваних показників, як чисельність населення та географічна площа, може створити проблеми при спробі розділити країни світу на дві групи: малі та великі. В цьому випадку дуже різні країни, такі як Сан-Марино та Швеція, на одному полюсі, та Італія та Китай, на іншому, можуть бути об'єднані в одну категорію.
У своїй статті "Introduction: Small states and the European Union" Клайв Арчер і Ніл Нугент посилаються на дефініцію Раймо Вейрінена, яка стала визначальною для вимірювання характеристик малих держав у літературі з міжнародних відносин до публікації огляду Вейрінена в 1971 році. Навіть не дивлячись на те, що ця дефініція не є ідеальною та має свій віковий стаж, вона залишається корисною для охоплення різних підходів, які використовуються при визначенні малих держав.
Одна з осей розглядає питання про те, чи є фактори, що впливають на малість, ендогенними чи екзогенними. Це означає, чи визначається малість внутрішніми аспектами самої країни, такими як населення або валовий внутрішній продукт (ВВП), чи вона залежить від відносин із іншими державами, такими як чисельність збройних сил чи статус альянсів. Інша вісь передбачає об'єктивні та суб'єктивні оцінки. Тобто, чи розглядається малість у термінах "вимірюваних" елементів, таких як географічна зона чи розмір дипломатичного корпусу, чи ж у "імпресіоністичних" елементах, які включають погляди та практики коментаторів вдома чи за кордоном.
В тій самій статті вони вказують на труднощі класифікації держави як малої лише на основі її розміру. Автори стверджують, що чисельність населення може бути важливим критерієм для визначення статусу малої держави, але використані параметри можуть бути складними. Вони пояснюють, що держава з населенням менше одного мільйона вважається мікродержавою, але державу з населенням понад десять мільйонів краще описати як державу середнього розміру. Крім того, вони наголошують, що це число не єдиний параметр для вимірювання, особливо через різницю у розмірах держав. Наприклад, вони приводять приклади Центральної Європи, такі як Чехія та Угорщина, а також країн Бенілюксу, вказуючи на необхідність розглядати межу в десять мільйонів як приблизно дванадцять мільйонів, щоб врахувати ці країни у спектрі малих держав. Вони зазначають, що обговорення цих параметрів відіграє важливу роль у дискусіях про малі держави, особливо в Європі. Автори також вказують на великі розходження між європейськими країнами та країнами Латинської Америки, африканськими країнами тощо. Хоча країни Латинської Америки мають значну чисельність населення, це не впливає на їхню класифікацію як малих держав, оскільки їхня слабкість у міжнародній системі залишається помітною, формуючи їх сприйняття як "малих". Цей підхід важливий, оскільки він розглядає різні аспекти, такі як географія, розмір населення, ВВП, рейтинг в системі міжнародних відносин, політична, економічна та військова сила, які визначають розташування держав на спектрі.

## Зовнішня політика малих держав
Малі держави, як правило, проявляють більшу вразливість перед змінами у міжнародній системі, оскільки їхні увага та ресурси здебільшого спрямовані на забезпечення власного виживання, у порівнянні з більшими державами. Витрати на управління справами країни є значно вищими для малих держав, а наслідки зовнішньополітичних помилок виявляються значно більшими, оскільки великі держави мають більше резерву часу та можливість допускати помилки. Таким чином, керівникам малих держав необхідно бути особливо обережними, слідкуючи за зовнішніми обмеженнями. З цього погляду теоретики міжнародної політики часто вважають, що на зовнішню політику малих держав сильніше впливає міжнародна система, ніж їхня внутрішня політика.
Міріам Фендіус Елман висловлює цю думку у своєму науковому опусі "Зовнішня політика малих держав: виклик неореалізму на його власному задньому дворі", додавши, що на зовнішню політику великих держав має більший вплив їхня внутрішня політика.
"Замість цього, внутрішня політика обов'язково відіграватиме більш важливу роль у поясненні зовнішньої політики великих держав. Загалом, великі держави мають менший рівень зовнішньої загрози порівняно з малими державами, що надає їм більше можливостей для дій. Це розширює діапазон вибору і, як правило, робить формування зовнішньої політики більш придатним до впливів внутрішньої політики. Таким чином, фактори рівня підрозділу не можна ігнорувати при роз'ясненні зовнішньої політики великих держав".
Вона продовжує цитувати Снайдера, де він вказує на важливість розміру держави при аналізі її зовнішньої політики:
Також, Снайдер вважає, що для вивчення поведінки малих та великих держав слід застосовувати різні аналітичні підходи. Він відзначає, що «серед великих держав внутрішній тиск часто переважає міжнародний тиск у визначенні стратегій національних лідерів»1. З огляду на те, що великі держави «насолоджуються суттєвим буфером від тиску міжнародної конкуренції», внутрішньополітичні обставини є важливим фактором для розуміння їхніх зовнішньополітичних стратегій. Снайдер, досліджуючи зовнішню політику малих держав, не передбачає, що внутрішні політичні теорії також будуть застосовуватися. У той час як "великі держави адаптують свої зовнішні стратегії до внутрішніх умов", малі держави більше "піддаються впливу примх міжнародної безпеки та економічної конкуренції". З огляду на те, що зовнішньополітичні стратегії малих держав відображають уважність до зовнішніх вимог, міжнародні та структурні пояснення вважаються важливими.
Зараз відзначається зростання обсягу досліджень, присвячених аналізу зовнішньої політики малих держав та розрізненню їх від стратегій великих держав. У своїй статті "Теорія альянсу та альянс 'Притулок': складність поведінки малих держав," автори Елісон Дж. К. Бейлз, Бредлі А. Тайєр і Бальдур Торхалссон стверджують, що малі держави суттєво відрізняються від великих держав у формуванні альянсів. Хоча визнають, що малі держави природно більш вразливі через обмежену армію, економіку та чисельність населення, автори також підкреслюють, що вони не позбавлені влади, особливо коли розглядати їх через призму теорії альянсів "Притулок".
Порівняно із загальноприйнятою концепцією міжнародних відносин, яка стверджує, що малі держави завжди шукають захист від могутніших сусідніх країн і утворюють з ними союзи, теорія альянсу або притулку розширює цю позицію та відрізняється від неї за допомогою шести ключових аспектів.
1. Теорія визнає, що малі держави «фундаментально відрізняються» від великих держав і тому повинні діяти та приймати рішення, використовуючи іншу логіку.
2. Альянси, які утворюють малі держави, відображають не лише міжнародні причини, чому альянс необхідний, але й внутрішні причини.
3. Малі держави можуть отримувати вигоду від альянсів з більшими державами та отримувати більші відносні прибутки, ніж більша держава.
4. Щоб вижити й процвітати, малі держави значною мірою покладаються на теорію альянсу житла.
5. Теорія альянсу житла дозволяє малим державам уникнути ізоляції із зовнішнім світом, використовуючи свої альянси, що може мати глибокий соціальний і культурний вплив на малу державу.
6. Завдяки цим альянсам малі держави можуть зазнати трансформації як на міжнародному, так і на внутрішньому рівні, що може обійтися маленькій державі дорого.

Бальдур Торхаллссон і Елісон Дж. К. Бейлз розширюють теорію притулку і говорять про те, що малі держави мають три вразливості: політичну, економічну та соціальну.
1. Політичний притулок — це влада, будь то військова чи дипломатична. Коли держава не має джерел для захисту, це означає, що їй не вистачає жорсткої сили, наприклад, військової, і дипломатичної влади, що означає поганий адміністративний потенціал. Тому чи важливо малим державам «бути захищеними нормами і правилами міжнародної системи».[19]
2. Економічний притулок дуже важливий для малих держав, це означає наявність економічної допомоги, доступу до спільного ринку та навіть вигідних позик серед інших факторів, і це може бути від організації чи іншої держави. Фактично «невеликі внутрішні ринки та концентроване виробництво роблять малі держави гостро залежними від міжнародної торгівлі».[19]
3. Соціальний притулок – це ідентичність і визнання іншими. На жаль, «малі держави ризикують культурною, освітньою та технологічною стагнацією без вільного потоку людей, товарів та ідей».[20] Тому для малих держав не тільки важливо, але й необхідно покладатися на інших, щоб запобігти стагнації.[19]

Слід мати на увазі, що ця вразливість має свої вартісні наслідки, коли малі держави звертаються за притулком до організацій або більших країн. Угоди, укладені такими державами, мають бути вигідними як для них, так і для країни-господаря, хоча витрати можуть варіюватися. Невеликим державам не завжди легко досягти вигідних умов, оскільки "постачальники притулку можуть ставити умови меншим державам в обмін на притулок, обмежуючи їхню свободу маневру та вибору". У Європі існують різні притулки, які є важливими та ефективними для малих держав.

## Максимізація влади в міжнародних переговорах
Традиційний реалістичний підхід до розуміння малих держав передбачає, що вони опиняються в невигідному положенні в міжнародній системі. З іншого боку, ліберальні інституціоналісти підкреслюють важливість інституціалізації міжнародної системи шляхом міжнародної співпраці.
Діана Панке вказує, що малі держави можуть здобути стратегічні переваги внаслідок участі в багатосторонньому інституціоналізованому середовищі.
- Коли рішення приймаються відповідно до процедури голосування «одна держава, один голос, більшість», як, наприклад, у СОТ чи ООН, малі держави мають перевагу.
- Коли рішення приймаються за системою зваженого голосування, як, наприклад, в ЄС, малі держави непропорційно послаблюються.

Малі держави обмежені в своїх можливостях брати участь в різних міжнародних порядках.

### Прийоми, які використовують малі держави
- Збільште вплив через стратегічні пріоритети, наприклад, зміна клімату, рівність
- Засідання голови
- Розпорядок дня
- Індивідуальні або колективні стратегії переконання [22]

Малі держави знаходяться у невигідному положенні в Раді Безпеки ООН через економічну, адміністративну та військову слабкість. Зауваження Балдура Торхаллссона вказує на те, що ці обмеження пов'язані з обмеженими територіями, скромною економікою та невеликою чисельністю населення.
Реалістичний погляд мало приділяє уваги малим державам, фокусуючись на твердій силі, такій як військові та економічні ресурси. Згідно з реалізмом, малі держави вважаються завжди слабкими в переговорах. Вони не мають значущого впливу за традиційними параметрами сили, і більші держави зазвичай ігнорують їх чи не приділяють уваги.
Ліберальний інституціоналізм розглядає малі держави як акторів з великим потенціалом. Відсутність впливу трактується як свідчення відсутності співпраці або проблем колективних дій. Міжнародні інституції можуть знизити вартість співпраці, сприяти обміну інформацією та створювати місце для побудови відносин.

#### Унікальні повноваження малих держав
- Нормальне підприємництво - розвивайте та просуйте «нові» ідеї, такі як рівність та сталий розвиток
- Випуск конкретної потужності - наприклад, рибальство, видобуток нафти
- Дипломати є більш гнучкими, автономними та безпосередньо впливовими на національний уряд.
- Менш бюрократичний і, отже, потенційно швидше діючий.
- Більш зосереджені інтереси, тому здатні формувати коаліції та торгувати голосами.[23]

## Характеристика малої потуги
Навіть при відсутності чіткого визначення через велику кількість потенційних змінних та їхню різноманітну інтерпретацію за певних умов, Асле Тодже вказує на те, що він виявив повторювані риси в дослідницькій літературі щодо моделей поведінки малих держав на міжнародній арені:
1. Стратегічна поведінка малих держав характеризується залежністю. Невелика держава усвідомлює, що вона не може отримати безпеку, покладаючись виключно на власні можливості. Вони не можуть вплинути на міжнародну систему самі по собі, але при певних узгоджених зусиллях вони можуть вплинути на те, як система працює. Мала держава відіграє незамінну і невирішальну роль у наборі політичних і військових ресурсів великої держави. Тому малі держави прагнуть до політики суворого нейтралітету або союзу. Ті, хто «знаходиться в геополітичних регіонах, критичних для збереження позиції великої держави в міжнародній системі, [як правило] обирають альянс». В альянсі малі держави прагнуть уважно стежити за лідером альянсу, надавати йому всю можливу підтримку та уникати протистояння. В умовах регіональної гегемонії з низькою ймовірністю покарання невеликі держави прагнуть прийняти нейтралітет.
2. Малі потужності відображають змінну геометрію. З точки зору військового потенціалу, немає можливості спроектувати силу в глобальному масштабі. Їхні обмежені ресурси, їхнє розташування та сама міжнародна система змушені встановити чіткі пріоритети. З цією метою вони визначають ієрархію ризиків і намагаються інтернаціоналізувати ті, які вважаються найбільш серйозними. Політика малої влади, стверджує Девід Вітал, спрямована на зміну зовнішнього середовища шляхом «зменшення несприятливої різниці в силі, розширення поля маневру та вибору та збільшення загальних ресурсів, на які держава може розраховувати у часи стресу».[25] Тому малі держави орієнтовані на статус-кво. Вони працюють у встановленому порядку, а не намагаються переглянути сам порядок.
3. Малі держави є головними бенефіціарами міжнародних інституцій і, за необхідністю, шанують закон. Невелика держава часто намагатиметься мінімізувати витрати на проведення зовнішньої політики та посилюватиме вагу своєї політики, об’єднуючи зусилля з іншими акторами. Загалом це призводить до високого рівня участі та підтримки міжнародних організацій, що призводить до тенденції до «моральних» або «нормативних» політичних позицій. Формальні правила активно заохочуються, щоб приборкати великі держави та зміцнити їх власні позиції.
4. Малі держави не схильні до ризику. Вони бачать у міжнародній політиці більше небезпек, ніж можливостей, що змушує їх уникати завдань підтримки системи та виявляти схильність до символічної участі в таких починаннях. Закі Лайді визначає силу, яка не схильна до ризику, як міжнародний суб’єкт, який «визначає політичні стани певного ідентифікованого ризику та реагує на нього з точки зору бажання зменшити його невизначеність і неконтрольовані наслідки».[26] Через ризики винищення під час боротьби з могутнішими державами їхні амбіції, як правило, є «оборонними». У них вузьке коло інтересів і невелика свобода діяльності. Аннет Бейкер Фокс вважає малі держави географічно прив’язаними в тому сенсі, що їхні вимоги обмежуються їхніми власними та безпосередньо прилеглими областями, тоді як великі держави здійснюють свій вплив у глобальному масштабі. Згодом стратегічна поведінка малих сил характеризується загальним небажанням примусу та тенденцією сприяти багатостороннім, невійськовим рішенням проблем безпеки. ”[27]

## Невеликі повноваження в міжнародних організаціях
У певних умовах малі держави можуть мати значно більший вплив, ніж їхня реальна вага. Згідно з Діаною Панке, малі держави, як правило, перевершують своє положення, коли переговори відбуваються на інституціоналізованій арені з правилами ухвалення рішень на основі більшості, де кожна держава має один голос. Вони досягають цього, будучи вибірковими під час переговорів, акцентуючи свої можливості на ключових питаннях, беручи участь у діяльності з розвитку потенціалу та максимізації ідейних ресурсів. Це досягається через використання інституційних можливостей, таких як головування нарад і участь у встановленні порядку денного, а також застосування індивідуальних чи колективних стратегій переконання з самого початку переговорного процесу.
Більшість країн у світі може бути класифікована як малі держави, але на жаль, інформація про їхню активність в міжнародних організаціях, зокрема в контексті впливу на результати політики, є неповною.
Малі країни зіткнуться із труднощами, пов'язаними з їхнім розміром, в різних умовах переговорів, які можуть варіюватися від ООН і ЄС до СОТ. Крім того, вони стикаються з викликами в розбудові свого потенціалу та формуванні стратегій, які використовуються для впливу на результати переговорів.
Перешкодою, пов'язаною з розміром, може бути, наприклад, ЄС, який використовує систему зваженого голосування, де більшим державам надається більший політичний вплив, ніж меншим. З іншого боку, багато міжнародних організацій дотримуються принципу "одна держава, один голос", що, здавалося б, забезпечує рівність між державами різного розміру. Однак, навіть якщо формальне голосування рівноправне, те, що відбувається на задньому плані, не таке. Малі держави зазнають труднощів, пов'язаних з розміром, під час переговорів у міжнародних організаціях, таких як ООН, оскільки вони часто мають менше адміністративних, фінансових та економічних ресурсів, що ускладнює їхню участь у переговорному процесі на тому ж рівні, що й великі держави. Вони просто розкидані по різних питаннях і тому змушені зосереджувати свої ресурси на питаннях найвищого значення. Таким чином, на переговорах малі держави вимушені обирати між своїми інтересами, часто вдаючись до стратегій переконання, оскільки їм бракує важелів впливу на переговори.
Більші держави, як правило, мають більше можливостей висловлювати питання та розпоряджатися більшими бюджетами порівняно з делегатами із менших країн, що надає їм перевагу у впливі на результати, як у зваженій, так і в рівноважній системах голосування.
Малі країни можуть вживати різноманітні підходи для подолання труднощів, пов'язаних з їхнім розміром. Зокрема, вони можуть активно сприяти розбудові свого потенціалу, шляхом взаємодії з коаліціями або приєднання до них. Розбудова потенціалу може підвищити ідеологічні можливості країни та покращити ефективність стратегій переконання. Участь у коаліціях дозволяє розподіляти тягарі та може підвищити дискурсивний вплив її учасників.
По-друге, малі держави також можуть вдаватися до стратегій формування. Ці стратегії можуть включати в себе використання юридичних, моральних або нормативних аргументів, які застосовуються в різних ситуаціях переговорів. Формування та переформатування є ключовими для малих держав, особливо коли у переговорах бере участь значна кількість делегацій.
Ці підходи допомагають малим державам в конкурентному середовищі, але часом вони можуть бути недостатніми для досягнення успіху в цій конкуренції.
Місце розташування невеликої держави може мати критичне значення для її виживання. Якщо така держава функціонує як "буфер" між двома великими суперницькими державами, існує висока ймовірність, що вона стане жертвою конфлікту і припинить своє існування. Незважаючи на ризики, пов'язані з розташуванням буфера, ця держава може використовувати свою позицію як перевагу. Наприклад, у тривалому конфлікті між Ісландією та Великою Британією, мікронація Ісландія вдало використала свій невеликий розмір і місце розташування, щоб забезпечити собі перевагу та виграти суперечку. Однак такі випадки не завжди можна пояснити лише ліберальним підходом, оскільки внутрішні фактори і тиск громадськості можуть виявитися вирішальними для вибору малими державами виходу з міжнародних організацій, навіть у зіткненні з більшими силами.

## Сила малих держав
Владу в малих державах можна розділити на тривіальну внутрішню, похідну та колективну. За допомогою одного з цих трьох видів влади малі держави можуть оптимально задовольняти свої потреби та інтереси. Середні та великі держави також мають ці види влади, але обмеження, які стикаються малі держави, змушують їх активніше користуватися цими видами. Малі держави мають відмінні цілі та різноманітні ресурси, такі як ідеї, матеріальні блага та взаємовідносини. Бази – це ресурси, якими володіє держава, що використовує їх для впливу на інших. Ця різноманітність баз призводить до застосування різних засобів влади. Засоби в цьому контексті – це методи, які використовує держава, щоб впливати на інших. Усі три категорії влади мають власні особливості та різні методи, які краще розуміти як характеристики малих держав та їх способи дії.

### Особлива внутрішня потужність
Малі держави часто лишаються позбавленими багатьох традиційних факторів, які зазвичай визначають їхню ефективність. Проте деякі з них можуть мати певні внутрішні резерви сили. Конкретні внутрішні ресурси можуть функціонувати як основа влади для малих держав, але їхнє значення виявляється лише через конкретні дії цих держав. Наприклад, стратегічне розташування або наявність матеріальних ресурсів можуть стати важливими факторами для малих держав. Крім того, ідентичність може також виступати потенційною основою для здійснення влади в їхніх діях.

### Похідна потужність
Малим державам, які стикаються з обмеженими матеріальними можливостями, варто спробувати переконати більші держави приймати заходи, що сприятимуть їхнім інтересам і, таким чином, надають їм певний вплив. В цьому контексті влади, основою є взаємини між великою та малою державою. Засоби цієї влади будуть залежати від конкретних цілей малих держав та характеру відносин, які вони утримують із великими державами. У випадку дружби, наприклад, може виникнути можливість доступу до політичних дискусій.

### Колективна влада
Колективна влада виникає з відносин між малими державами. Цей вид влади може бути встановлений шляхом утворення коаліцій з одного питання, інституціоналізму або залучення союзників для досягнення спільної мети однієї держави. Колективна влада може бути інституційною або примусовою. Примусова колективна влада виникає, коли малі держави використовують прямий тиск на велику державу, вимагаючи змін у її політиці через обіцянки чи погрози. Інституції можуть служити захистом і допомагати малим державам здобувати вагу в прийнятті рішень. Ці організації можуть створювати можливості для впливу на формування правил та поширювати норми на міжнародній арені, що робить їх особливо корисними для малих держав у роботі з підтримкою норм.

## Вплив промислових секторів на поведінку малих (скандинавських) держав
Малі держави стають більш залежними від свого ключового економічного сектора, порівняно з великими країнами. Скандинавські країни, такі як Данія, Швеція та Фінляндія, шукали підтримку в Європейському Союзі, в той час як інші, наприклад, Ісландія та Норвегія, цього не робили. П'ять країн Північної Європи виявляють важливі відмінності у своїх промислових структурах, як відзначив політеконом Ларс Мьосет з Норвегії.
Інґебрітсен відмітив, що кожен уряд Північної Європи відреагував на різний набір груп інтересів: одні сприймали європейську інтеграцію як можливість для позитивних переваг, тоді як інші розглядали її як джерело небажаних витрат. Одні з ключових відмінностей полягає в тому, наскільки ці країни залежать від своїх сировинних та промислових виробництв.
Наприклад, Ісландія сильно залежить від рибальства як важливого компонента свого експорту, і тому вона прагне захищати свою рибальську промисловість. Якщо Ісландія приєднається до ЄС, їй доведеться поділити ринок та свої рибальські права, наприклад, з Іспанією та Португалією. У Ісландії рибальство має стратегічне значення: інтереси рибалок тут є важливою частиною державної політики. Ісландці виявляють непохитність, особливо коли мова йде про риболовлю» (див. там же, с. 127). Це видно в останніх подіях, коли уряд Ісландії висунув питання про членство в ЄС на референдумі після фінансової кризи, і національне голосування привело до відмови – рибальство стало великим чинником ризику після можливого вступу (див. там же).
Але Норвегія займає значно більш впливову позицію в міжнародному співтоваристві, оскільки вона менше залежить від «міжнародно орієнтованого виробничого сектору та натомість розміщує основні зусилля в одній галузі для здобуття прибутку від експорту: нафтовий сектор» (див. там же, с. 129). Норвегійці утримують контроль над своїм нафтовим сектором і мають можливість здійснювати експорт до ключових ринків нафти в Європі без необхідності вступати до ЄС (див. там же, с. 130).
Данія приєдналася до ЄС у 1973 році, коли сільське господарство вважалося основним сектором. Однак протягом останніх років промислові товари стали найбільшим сектором національного доходу Данії (див. там же, стор. 122). Данці залишалися досить позитивними та оптимістичними стосовно ЄС, включаючи підтримку профспілок. Профспілковий рух висловлював підтримку завершенню створення внутрішнього ринку, що включало усунення технічних і фізичних бар'єрів для торгівлі та лібералізацію конкуренції в ЄС. У відміну від Ісландії, данські фермери вітали конкуренцію та можливість отримання доступу до більшої кількості ринків.
Незважаючи на це, данці залишалися активними в оцінці нових договорів в ЄС/ЄС і виявляли високу бджільність щодо національних інтересів, наприклад, проголосувавши проти Маастрихтського договору 2 червня 1992 року. Тим не менше, це не вплинуло на данців у довгостроковій перспективі, і в кінцевому підсумку вони все ж підписали договір.
Різниці у галузевій структурі між скандинавськими країнами, які розглядали можливість приєднання до ЄС у 1970-х роках (Норвегія та Данія), можуть пояснити вибір данців на користь вступу до ЄС, в той час як норвезький уряд не зміг здобути більшість в підтримку приєднання до ЄС.
Швеція також виявила високу підтримку ЄС і приєдналася в 1995 році. Промисловість Швеції протягом тривалого часу була орієнтована на міжнародні ринки, але після переміщення значної частини своїх операцій на європейські ринки компаніям вдалося переконати уряд, що наслідування їхнього прикладу відповідає національним інтересам. Така активна та добре скоординована глибока інтеграція за межами Швеції була помічена лише в Фінляндії, яка прийняла ЄС до коренів свого суспільства (там же, стор. 143–144).

## Конструктивістський погляд на малі держави
За поглядами конструктивістів, зміна ідентичностей та інтересів держав може призводити до зміни їхньої поведінки. Це означає, що малі держави не обов'язково ведуть себе згідно з практичними обставинами, але можуть також спрямовувати свої зусилля на досягнення ідейних цілей. За словами Ноймана і де Карвальо, для малих держав важливим є отримання статусу, і вони стикаються з незахищеністю щодо свого статусу, що робить гру зі статусом для них ще більш суттєвою, ніж для великих держав.
Менші держави стикаються з незахищеністю свого статусу в набагато більшій мірі, ніж відомі великі держави, що робить гру в статусом для них ще важливішою. Важливо враховувати, що прагнення до статусу в менших державах відрізняється від такого прагнення у великих державах. У малих держав обмежені ресурси влади, і прагнення до статусу може стати єдиним реальним вибором. Ідентичність менших держав формується у контексті великих держав і спочатку має ієрархічний характер.
Малі та середні держави відіграють певну роль у формуванні великих держав, водночас великі владарі залежать від невеликих держав для визнання своєї величі. Прагнення досягнення міжнародного статусу неможливо відокремити від внутрішньої легітимації, особливо в малих державах, які інтегруються у світову політику. Мета отримання статусу меншими державами часто полягає в увійдженні до однієї чи кількох однорідних груп подібних країн. Вони також можуть прагнути визнання великих держав як цінних союзників, учасників підтримки систем або об'єктивних арбітрів. Менші держави не вдавалися в прагнення статусу для рівняння себе з матеріально більш потужними. Проте певна емуляція може призвести до певних вигід. Держави можуть виступати як основні спонсори Організації Об'єднаних Націй і отримувати конкурентний статус серед своїх ровесників серед малих країн, визнаючи при цьому великі повноваження у справах системи підтримки. Малі держави можуть претендувати на вступ до "клубу" середньої влади, оскільки це категорія з вільними критеріями членства, однак отримати доступ до "клубу" великої влади є непосильним завданням. Малі держави можуть обирати колективну стратегію мобільності до середнього рівня влади, приймаючи на себе розширену відповідальність за збереження міжнародного порядку.

## Дивись також
- Баланс сил (міжнародні відносини)